# بول شنايدر
بول شنايدر (بالإنجليزية: Paul Schneider)‏ (و. 1976 – م) هو ممثل، وممثل تلفزيوني، من الولايات المتحدة الأمريكية، ولد في آشفيل، كارولاينا الشمالية.

## التعليم
تعلم في كلية الفنون في جامعة كارولينا الشمالية ‏، في تخصص توليف، وتحصل منها على بكالوريوس الفنون الجميلة، وAsheville High School ‏، وCarolina Day School ‏.

## جوائز وترشيحات
حصل على جوائز منها:
- جائزة الجمعية الوطنية للنقاد السينمائيين لأفضل ممثل مساعد  [لغات أخرى]‏، عن عمل: Bright Star (film) [الإنجليزية]‏ (2009).

ترشح لـ:
- جائزة الجمعية الوطنية للنقاد السينمائيين لأفضل ممثل مساعد  [لغات أخرى]‏، عن عمل: Bright Star (film) [الإنجليزية]‏ (2009).

## وصلات خارجية
- بول شنايدر على موقع IMDb (الإنجليزية)
- بول شنايدر على موقع ألو سيني (الفرنسية)
- بول شنايدر على موقع أول موفي (الإنجليزية)
- بول شنايدر على موقع قاعدة بيانات الأفلام السويدية (السويدية)
- بول شنايدر على موقع إن إن دي بي (الإنجليزية)
- بول شنايدر على موقع ديسكوغز (الإنجليزية)
- بول شنايدر على موقع قاعدة بيانات الفيلم (الإنجليزية)
- بول شنايدر على موقع كينوبويسك (الروسية)